# Fayetteville Patriots 2005-2006
La stagione 2005-06 dei Fayetteville Patriots fu la 5ª e ultima nella NBA D-League per la franchigia.
I Fayetteville Patriots arrivarono ottavi nella NBA D-League con un record di 16-32, non qualificandosi per i play-off.

## Roster
| N° | Naz.                               | Ruolo | Sportivo        | Anno | Alt. | Peso |
| -- | ---------------------------------- | ----- | --------------- | ---- | ---- | ---- |
|    | Stati Uniti (bandiera)             | A     | Amir Johnson    | 1987 | 206  | 95   |
|    | Stati Uniti (bandiera)             | G     | Alex Acker      | 1983 | 196  | 84   |
|    | Stati Uniti (bandiera)             | GA    | Melvin Sanders  | 1981 | 196  | 95   |
|    | Stati Uniti (bandiera)             | A     | Kaniel Dickens  | 1978 | 203  | 98   |
|    | Stati Uniti (bandiera)             | AC    | Ryan Randle     | 1981 | 206  | 115  |
|    | Stati Uniti (bandiera)             | AG    | Rick Rickert    | 1983 | 211  | 98   |
|    | Stati Uniti (bandiera)             | G     | Mateen Cleaves  | 1977 | 188  | 93   |
|    | Stati Uniti (bandiera)             | A     | Sharrod Ford    | 1982 | 206  | 102  |
|    | Stati Uniti (bandiera)             | P     | Cliff Hawkins   | 1981 | 185  | 86   |
|    | Stati Uniti (bandiera)             | A     | Kevin Lyde      | 1980 | 208  | 118  |
|    | Stati Uniti (bandiera)             | A     | Gerald Green    | 1986 | 203  | 91   |
|    | Stati Uniti (bandiera)             | A     | Jawad Williams  | 1983 | 206  | 99   |
|    | Stati Uniti (bandiera)             | AC    | Duane Erwin     | 1982 | 206  | 113  |
|    | Stati Uniti (bandiera)             | P     | Justin Johnson  | 1983 | 183  | 85   |
|    | Stati Uniti (bandiera)             | C     | Nick Billings   | 1982 | 213  | 116  |
| 0  | Stati Uniti (bandiera)             | P     | Carlos Hurt     | 1983 | 185  | 77   |
| 5  | Stati Uniti (bandiera)             | G     | Mike King       | 1978 | 193  | 82   |
| 10 | Stati Uniti (bandiera)             | C     | Robert Dryden   | 1978 | 216  | 118  |
| 15 | Stati Uniti (bandiera)             | A     | Erik Daniels    | 1982 | 203  | 97   |
| 20 | Stati Uniti (bandiera)             | G     | Norm Richardson | 1979 | 196  | 86   |
| 24 | Isole Vergini Americane (bandiera) | G     | Darnell Miller  | 1982 | 195  | 95   |
| 25 | Stati Uniti (bandiera)             | GA    | Mark Karcher    | 1978 | 196  | 98   |
| 30 | Stati Uniti (bandiera)             | C     | Roderick Riley  | 1981 | 211  | 124  |
| 32 | Stati Uniti (bandiera)             | A     | Kevin Johnson   | 1980 | 203  | 95   |
| 54 | Stati Uniti (bandiera)             | C     | Nigel Dixon     | 1980 | 210  | 145  |

## Staff tecnico
- Allenatore: Mike Brown
- Vice-allenatore: Casey Owens
- Preparatore atletico: Mike Smith